# Shady Oak Lake
Der Shady Oak Lake (auch als Shady Lake bezeichnet) ist ein See in Minnetonka im Hennepin County im US-Bundesstaat Minnesota. Er befindet sich im Osten der Stadt an der Shady Oak Road beziehungsweise 500 Meter östlich des Interstate 494. Die Fläche des Sees mit dem Litoral beträgt 53 Hektar. Die maximale Tiefe beträgt 10,7 Meter.

## Fischbestand
Im Rahmen einer Fischbestandsaufnahme des Shady Oak Lake von 1991 wurde das Vorhandensein folgender Fischarten festgestellt:
- Barschartige:
  - Blauer Sonnenbarsch (Lepomis macrochirus)
  - Gemeiner Sonnenbarsch (Lepomis gibbosus)
  - Forellenbarsch (Micropterus salmoides)
  - Schwarzflecken-Sonnenbarsch (Pomoxis nigromaculatus)
  - Diverse Barschhybride

- Hechtartige:
  - Hecht (Esox lucius)

- Karpfenartige:
  - Karpfen (Cyprinus carpio)

- Welsartige:
  - Gelber Katzenwels (Ameiurus natalis)
  - Katzenwels (Ameiurus nebulosus)
  - Schwarzer Zwergwels (Ameiurus melas)